# Limosin International
Limosin International — пригласительный снукерный турнир, проходивший только один раз — в 1979 году в ЮАР.
Этот турнир стал первым крупным профессиональным соревнованием в Южной Африке за долгое время. В нём участвовали 8 профессиональных игроков, из которых шестеро были снукеристами «топ»-уровня, а другие два — братья Мэнни и Сильвиньо Франсиско — местными игроками в снукер и английский бильярд. Мэнни и Сильвиньо, хотя и были профессионалами, в то время редко участвовали в снукерных турнирах вне их страны. 
Limosin International имел формат нокаут-раунда, а его общий призовой фонд составил около 9 000 фунтов стерлингов. Хотя турнир транслировался по телевидению и имел хорошую материальную поддержку со стороны спонсора, он так ни разу и не повторился. Для единственного чемпиона Limosin International, австралийца Эдди Чарльтона, эта победа стала первой в профессиональной карьере.
Спонсором турнира выступила компания Kronenbrau.

## Победители
| Место проведения | Год  | Победитель    | Финалист     | Счёт  | Приз победителю |
| ---------------- | ---- | ------------- | ------------ | ----- | --------------- |
| Кейптаун         | 1979 | Эдди Чарльтон | Джон Спенсер | 23:19 | £ 2 747         |